# Дворяниново (усадьба)
Дворяниново — родовая усадьба учёного, агронома, энциклопедиста и просветителя Андрея Болотова, расположенное в одноимённом селе в Заокском районе Тульской области. В 1986 году на её базе создан музей-усадьба А.Т. Болотова «Дворяниново», открытый для посещения с декабря 1993 года

## История

### Ранняя история
Деревня Дворянинова Лука Каширского уезда впервые упоминается в документах с 1636 года. Согласно грамоте 1637 года в селе значится поместье, которым владеет каширянин Ерофей Болотов. В 1689 году сельцо Дворяниново было пожаловано Петром I в вотчину Кириллу Ерофеевичу Болотову и впоследствии усадьба передавалось из поколения в поколение дворянского рода Болотовых. До 1752 года её владельцами были полковник Тимофей Петрович Болотов и его жена Марфа Степановна урождённая Бакеева. После его смерти она перешла в собственность его сына Андрея Болотова, которому на тот момент было 13 лет. В 1762 году после выхода манифеста «О вольности дворянства» Болотов вышел в отставку в чине капитана и поселился в Дворяниново. По возвращении в усадьбу он застал её в крайне печальном состоянии: старый дом обветшал, его комнаты сильно устарели, хозяйственные постройки пришли в упадок, пруды покрылись тиной, а сад сильно зарос.

### Усадьба при Андрее Болотове
В первую очередь Болотов приступил к перестройке и благоустройству усадебного дома. В нём прорубили большие окна, обустроили рабочий кабинет и организовали парадные залы для приёма гостей. Перед окнами дома Болотов разбил цветник, за которым ухаживал сам, в непосредственной близости от дома появился сад и регулярный парк. Самая живописная часть парка располагалась на крутом берегу реки Скниги, который ученый в своих дневниках называл «горой». Спустя некоторое время, будучи довольным своим первым достижением в области паркостроительства, Болотов затеял перепланировку сада, где собственноручно высадил первые липы и яблони, многочисленные цветы и лекарственные растения. Он лично выполнял ландшафтные работы, распорядился о благоустройстве прудом и строительстве беседок.

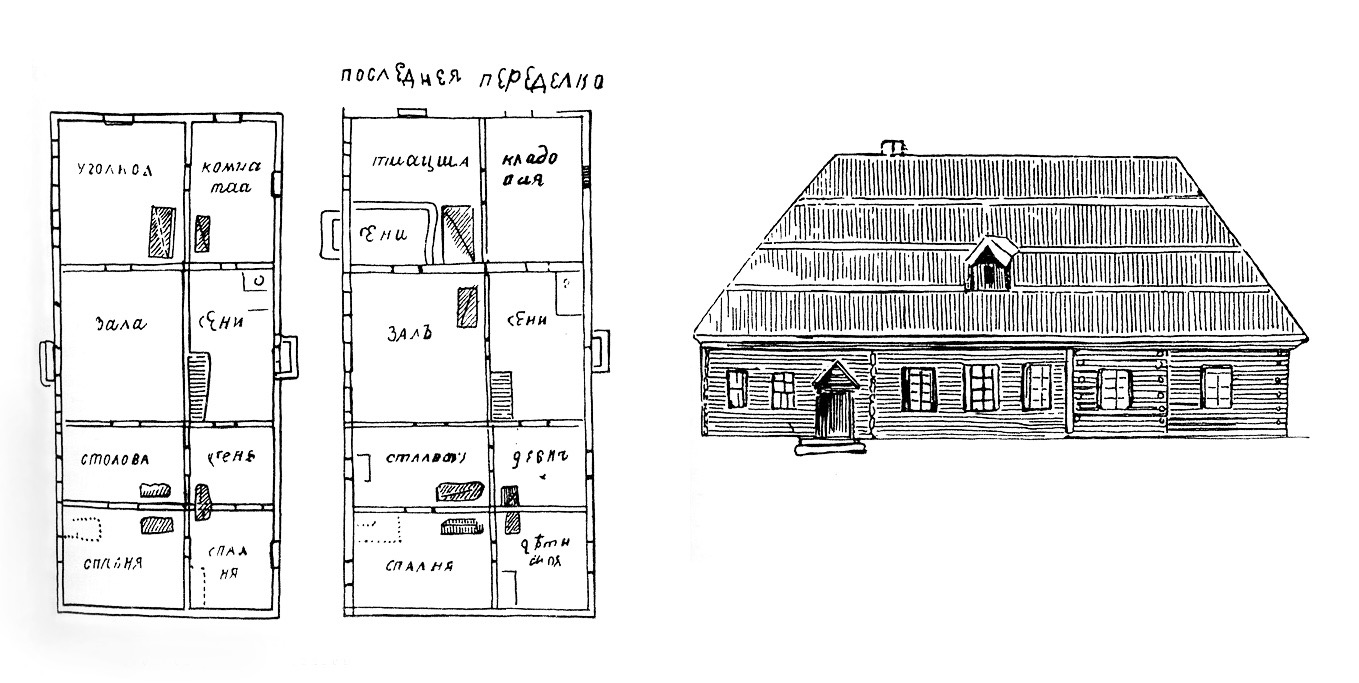
План усадьбы Дворяниново. Чертеж Андрея Болотова.

На территории усадьбы было несколько прудов разных размеров, каждый из которых имел своё назначение. Небольшой круглый пруд в южной части, называемый Болотовым «прадедовская сажелка», был декоративным, а два других пруда, ближний и дальний, были каскадными. На дальнем пруду, который также именовали банным, семейство Болотовых проводило летние купания. Желая создать красивый композиционно-ландшафтный ряд в старинной части парка, где росли древние дубы, была сооружена живописная восьмиугольная беседка, максимально подчеркивающая естественную красоту этой части парка. Труды Болотова по созданию ландшафтного парка в Дворяниново были замечены в высоком обществе Санкт-Петербурга, и в дальнейшем он привлекался к созданию дворцово-парковых ансамблей в усадьбах Екатерины II в Бобриках и Богородицке.
Желая чтобы его хозяйские угодья были не только красивыми, но и прибыльными, Болотов основал питомник растений, получивший название «Садовый магазин». Он пересаживал дикорастущие цветы из леса в сад и работал над их сортовыми характеристиками, зародив традицию цветоводства, которая прижилась и получила широкое распространение. Болотов также регулярно собирал гербарии и исследовал морфологию растений. Для работы в своих садах он изобрёл приспособление для обрезки плодовых деревьев, съемник плодов, специальные носилки, а для крестьян — конные грабли, собирающие колосья, которые оставались на поле после уборки урожая. Благодаря нововведениям Болотова его имение стало приносить хороший доход, достигавший в некоторые годы больше 3 тысяч рублей ассигнациями только за садовую продукцию. Помимо этого прибыльными были и земли производственного назначения («заводские»), которые сдавались в аренду.
Новые изменения в Дворяниново пришли в 1764 году после женитьбы Андрея Болотова на Александре Михайловне Кавериной. С рождением первых детей у него возникло желание перестроить дом, сделав его более просторным для семьи. Для строительства нового дома была выбрана самая высокая часть усадьбы, называемая гора Авенизер. После проведения ряда сложнейших ландшафтных работ в 1768—1769 годах по проекту тульского архитектора В. И. Кудрявцева Болотов построил там деревянный двухэтажный дом, эскизы которого были составлены им лично. Дом он спланировал довольно простым, не похожим на богатые особняки других помещиков, желая, чтобы его потомки росли в атомосфере скромного дворянского быта и ценили уклад деревенской жизни. При строительстве дома Болотов большое внимание уделял эстетике в планировке комнат, учитывал их освещенность в разное время суток, виды, открывающиеся из окон. Рядом с новым домом также был организован цветник и сад со множеством беседок и скамеек, а из окон открывался вид на парк, поля и реку.

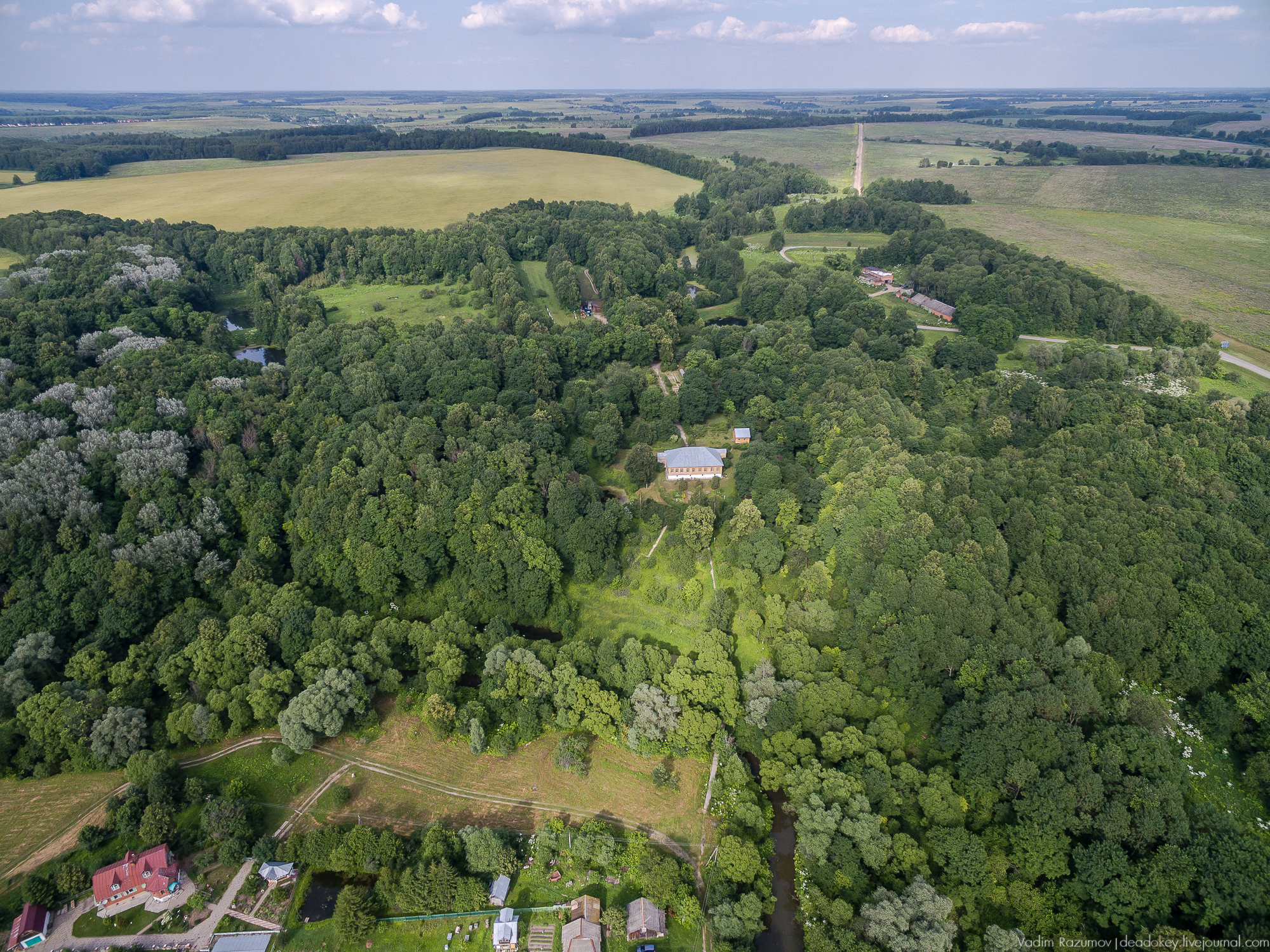
Территория усадьбы Болотова

В последующие годы Болотов занимался благоустройством своих огородов и садов: в его оранжереях появились виноград, ананасы и грецкие орехи, возделывались 73 вида овощей и 221 сорт яблок и груш. Он сам вывел три новых оригинальных сорта яблони, получившим названия болотовка (дворяниновка), андреевка и ромодановка. Помимо этого он стал приучать своих крепостных к употреблению в пищу картофеля и томатов, которые тогда не были распространены, а также проводил дегустации блюд из этих овощей среди гостей его усадьбы. Несмотря на передовые взгляды во многих направлениях своей деятельности, Болотов всегда оставался принципиальным защитником крепостнического режима.
В 1787 году Болотов вместе с сыном Павлом провёл очередные изменения в усадьбе. На месте старой всьмиугольной беседки была построена новая, названная «Храмом удовольствия», сад перед домом был продлён по всему склону до реки, а гора Авенизер была поделена на шесть террас, каждая из которых была уникально оформлена. Нижняя терраса была полностью засажена яблонями и весной, когда деревья цвели, у смотрящих вниз с горы создавалось ощущение, будто её берег покрыт снегом.

### Последующие владельцы
Андрей Болотов скончался в своём имении в 1833 году в возрасте 95 лет, после чего Дворяниново перешло к его сыну Павлу. В 1851 году Михаил Павлович Болотов, внук Андрея Тимофеевича, продад усадьбу полковнику Прянишникову. Последняя владелица усадьбы, жена поручика запаса Надежда Дмитриевна Давыдова, учредила в имении в 1904 году Спасо-Казанскую женскую общину, настоятельницей которой была Надежда Дмитриевна Давыдова. Последний из известных представителей рода Болотовых — Александр Владимирович в мемуарах своих «Святые и грешные», изданных в Париже в 1924 году, рассказывает о посещении Дворянинова в 1913 году со своим родственником Иваном Михайловичем Долинино-Иванским:

…вижу на горе небольшой деревянный дом, который я по акварели сразу же узнал, даже железная крыша такая же зеленая, как была в XVIII веке. Сад упростился, исчезли беседки и каскады, но общее впечатление оставалось старых времен. Теперь в Дворяниново женский монастырь, собственно, монастырь в другой, рядом лежащей усадьбе, принадлежавшей когда-то двоюродному брату моего прапрадеда, а в доме прапрадеда жила настоятельница общины. Чтобы осмотреть этот дом, пришлось с ней познакомиться: полная осанистая женщина со следами прежней красоты… была любезна и приветлива, показала весь дом… Указала также на вещи, уцелевшие от моего прапрадеда, комод и шкаф, довольно громоздкие, но видно, что очень старые. Обежав сад, полюбовавшись с балкона открытым и прелестным пейзажем, мы поспешили уехать.
В 1921 году, после прихода советской власти, женская обитель была упразднена, а вместо неё начала функционировать трудовая коммуна для беспризорников. В 1924 году в бывшем усадебном доме разместилась артель щеточников. В 1930 году из-за крупной недостачи и чтобы избежать ненужных вопросов артельщики сожгли болотовский дом.

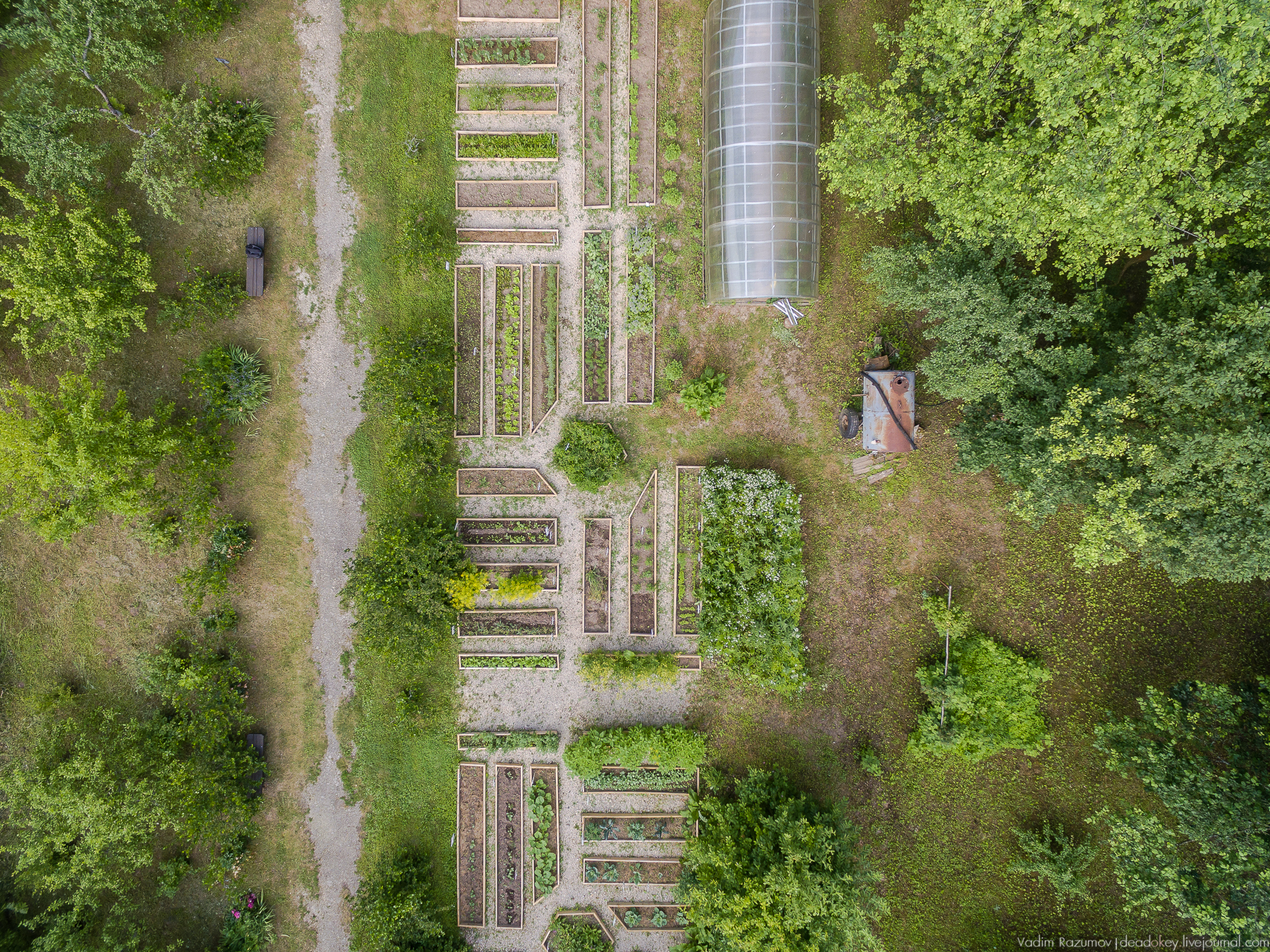
Болотовские огороды
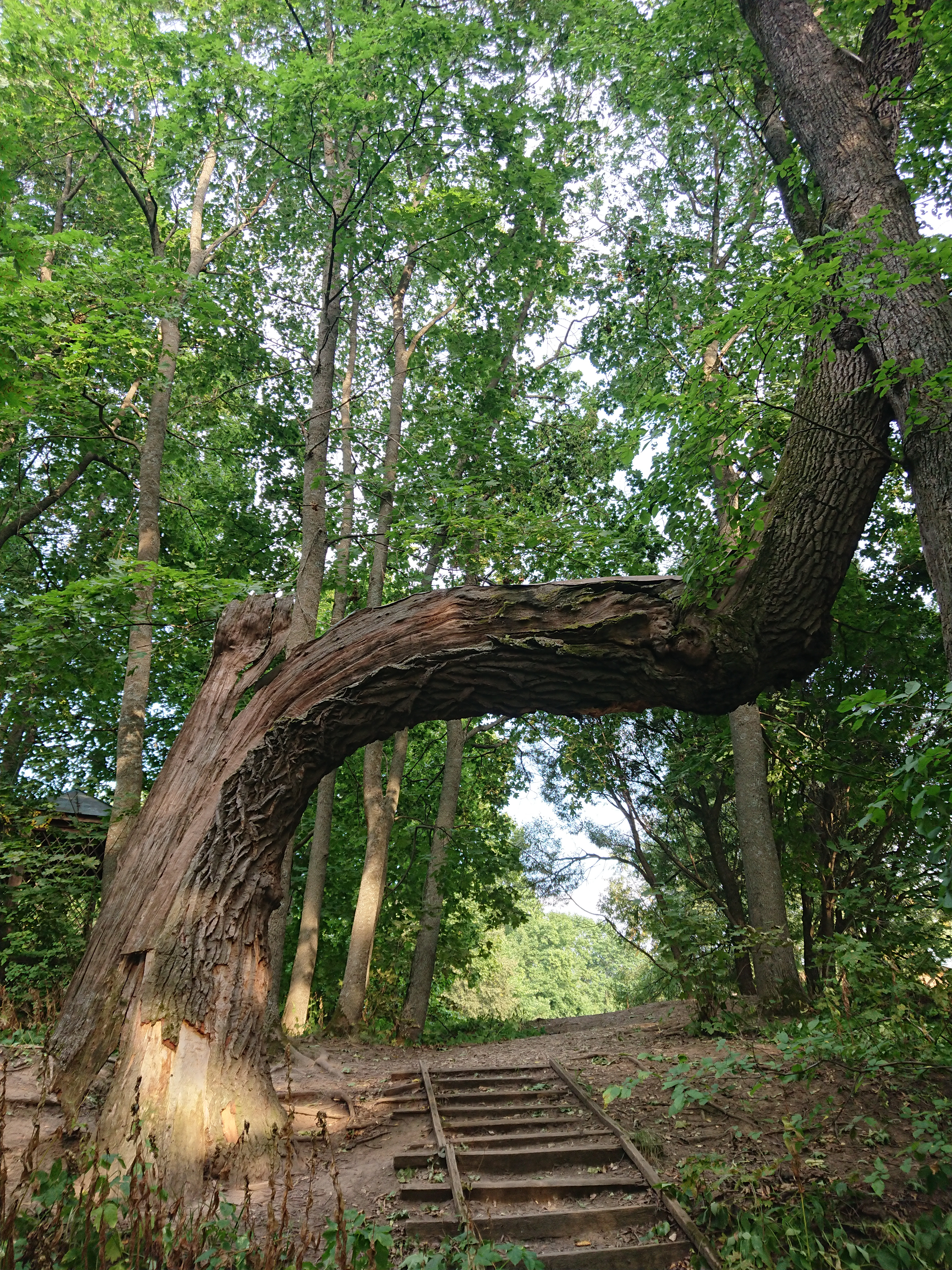
Дуб-арка
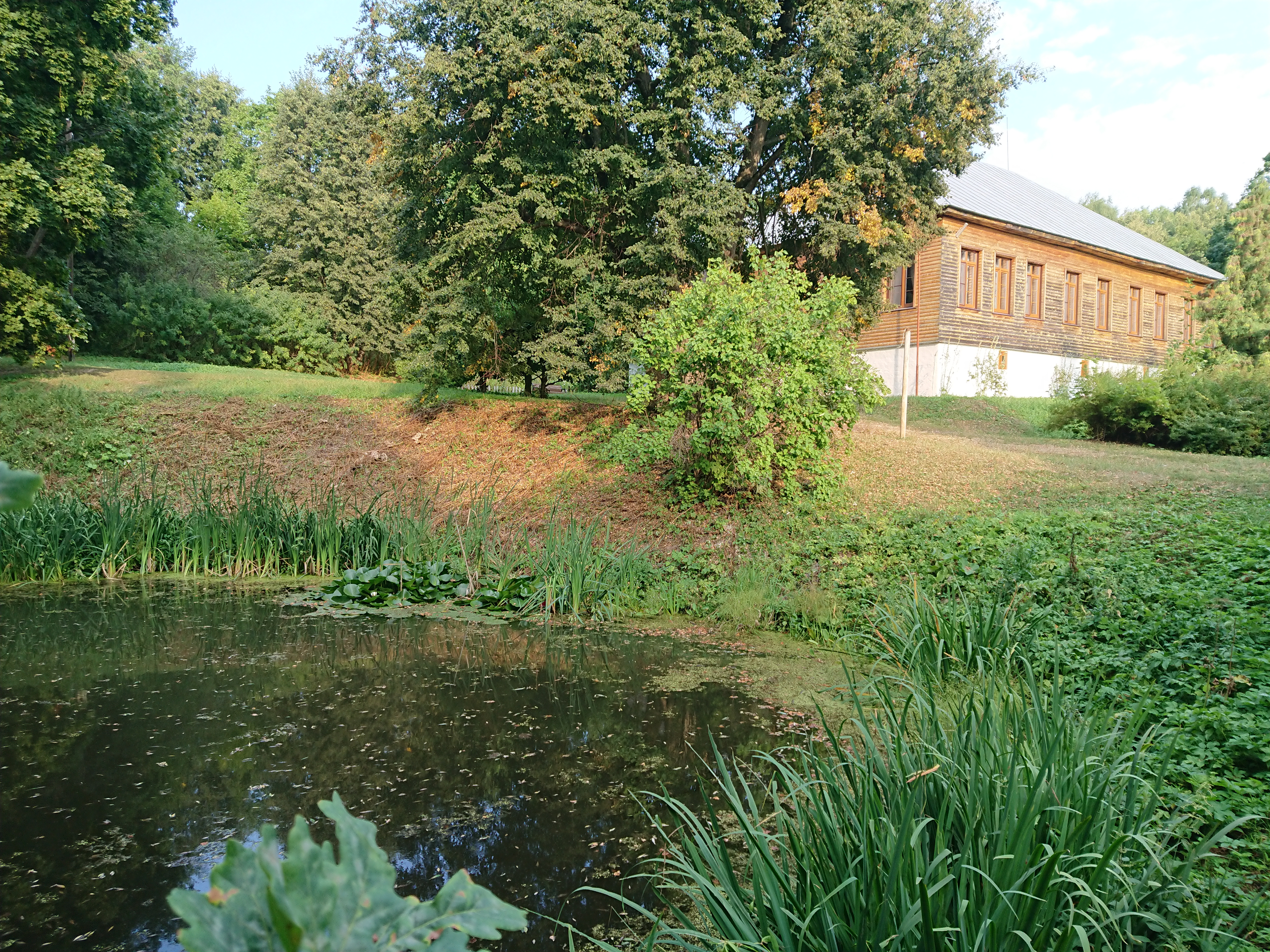
Нижний пруд

## Создание музея
Решение о создании дома-музея Андрея Болотова принято в 1986 году постановлением правительства СССР и решением ВАСХНИЛ к дате празднования 250-летия со дня рождения Андрея Болотова при активном участии доктора сельскохозяйственных наук Александра Петровича Бердышева. К этому моменту усадьба Дворяниново была разорена и заброшена. Предварительные работы по расчистки усадьбы для проведения реставрационных работ были организованы находящимся рядом колхозом «Путь к коммунизму».
Проект воссоздания усадебного дома был разработан специалистами Московского института «Спецпроектреставрация», при этом использовались чертежи родительского дома Андрея Болотова составленные им самим в 1769 году. В начальный период большую работу по формированию музейных фондов провели сотрудники Тульского областного краеведческого музея. В 1988 году в построенном доме была создана юбилейная экспозиция, разместившаяся в трёх залах. В том же году на склоне горы у юго-западного фасада дома был установлен памятник Андрею Болотову, работы скульптора Арнольда Чернопятова.

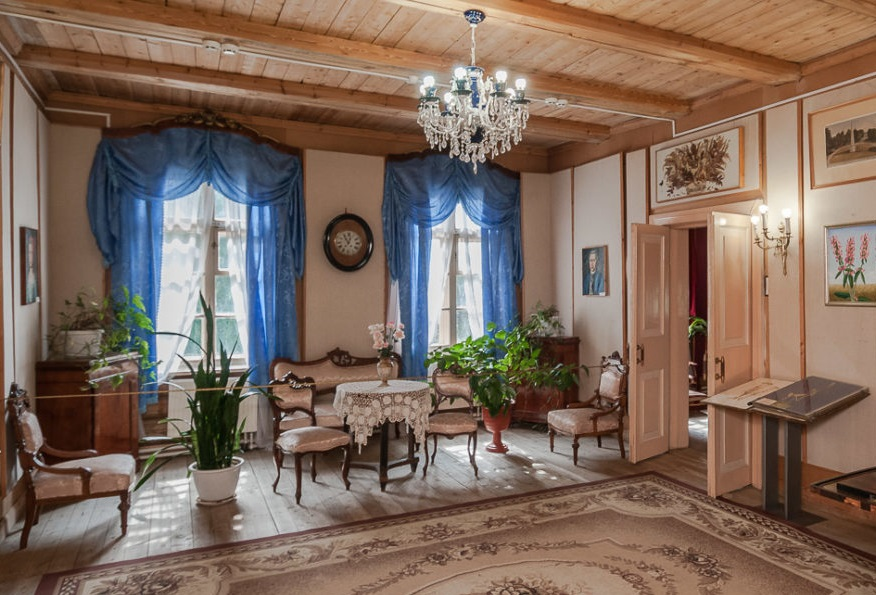
Интерьер усадебного дома

От подлинной усадьбы Болотовых к тому моменту сохранились остатки парка, каскадные пруды и дуб-арка, которому, по преданию, более 600 лет. Ещё при жизни Болотова в дуб попала молния: часть ствола упала на землю, часть — на молодой вяз. Они причудливо срослись, сформировав арку. Андрей Тимофеевич предлагал своим родственникам и знакомым загадывать желания под аркой, и называл её символом победы жизни над смертью. В последующие годы был частично восстановлен пейзажный парк, произведена расчистка каскадных прудов, возведены скамейки и беседки и разбиты болотовские огороды.
В 2007 году музей с проектом «Усадебный дококт А. Т. Болотова» стал победителем IV конкурса «Меняющийся музей в меняющемся мире» и получил грант от благотворительного фонда Владимира Потанина. Основой для проекта стало увлечение Болотова лекарственными растениями и приготовлениями на их основе лечебных отваров (декоктов), что в итоге реализовалось в создании рядом с усадебным домом выставки под открытым небом «Русский огород XVIII века».
В настоящее время в доме-музее развернута экспозиция быта среднепоместного дворянства, к сословию которого относился Болотов, охватывающая несколько залов. Девичий зал знакомит посетителя с Андреем Тимофеевичем и его эпохой, где представлены родовое древо Болотовых и семейный герб. В рабочем кабинете ученого размещены книжные шкафы с научной библиотекой Болотова, стол с письменными принадлежностями, копии писем, датированные 1824 годом, и копия электрической машины XVIII века, производящая электрический ток, с помощью которой Болотов проводил сеансы электрофореза. В зале с буфетцем, где принимали гостей и проводили литературные и музыкальные вечера, находятся находятся фортепиано и кабинетный рояль.
Музей регулярно выступает в качестве сценической площадки и арт-пространства: здесь проходят мастер-классы по прикладному мастерству, лепке и живописи, а ежегодно 18 октября, в день памяти Болотова, проводятся «Болотовские чтения». По инициативе солиста оперы Большого театра Николая Низиенко уже многие годы в последнюю субботу июня в рамках проекта «Матине в Дворяниново» в усадьбе устраиваются бесплатные концерты, в программе которых арии, романсы и русские народные песни.
В двух километрах от Дворянинова на кладбище села Русятина находятся надгробия Андрея Болотова и его жены Александры Болотовой В 2007 году на месте разрушенной в 1930-е годы кладбищенской церкви во имя Святого Николая, прихожанином которой были Болотовы, установили памятный крест.
В конце июля 2023 года в музеи началась реставрация, в ходе которой планировалось новые залы для расширения экспозиции, закупить современное мультимедийное оборудование и инновационные интерактивные зоны. 9 февраля 2024 года музей был открыт после ремонта.